# Callidiopis praecox
Callidiopis praecox är en skalbaggsart som först beskrevs av Wilhelm Ferdinand Erichson 1842.  Callidiopis praecox ingår i släktet Callidiopis och familjen långhorningar. Inga underarter finns listade.